# 어스앤에어로스페이스
주식회사 어스앤에어로스페이스(영어: Earth & Aerospace Manufacturing Ind.)는 경상남도 사천시에 본사를 둔 항공기 도어시스템 전문 기업이다.

## 역사 및 현황
2002년 1월 8일에 주식회사 샘코라는 법인으로 설립되었으며, 2017년 9월 15일에 코스닥 시장에 상장하였다.2022년 5월 16일에는 현재의 사명인 어스앤에어로스페이스로 사명을 변경하였다.2024년 4월 22일에는 코스닥시장위원회의 상장폐지 여부심의 결과, 상장폐지로 의결됨에 따라,동년 11월 6일에 상장폐지되었다.